# Portugal nos Jogos Olímpicos de Inverno de 1988
Portugal participou dos Jogos Olímpicos de Inverno de 1988 na cidade de Calgary, no Canadá. Nesta edição o país não teve medalhistas.